# Pushing Daisies
Pushing Daisies est une série télévisée américaine en 22 épisodes de 42 minutes créée par Bryan Fuller, dont 19 épisodes ont été diffusés entre le 3 octobre 2007 et le 17 décembre 2008 sur le réseau ABC. Les trois derniers épisodes ont été diffusés au Royaume-Uni en avril 2009 sur ITV avant leur diffusion après-saison en juin 2009 sur ABC.
En Belgique, la série est diffusée dès le 29 septembre 2008 sur Be TV ; en France, depuis le 27 novembre 2008 sur Canal+ et sur NRJ 12 depuis le 25 janvier 2011[réf. nécessaire]; au Québec, la première saison en rafale du 8 au 18 décembre 2008 sur TQS; en Suisse depuis le 21 mars 2011 sur TSR2.

## Synopsis
Ned est un pâtissier qui a un don exceptionnel : il peut ramener à la vie tout être vivant mort, qu'il s'agisse d'un animal, d'une plante ou d'un humain, simplement en le touchant. Mais, si Ned le touche une seconde fois, la vie s'envole de nouveau et pour toujours.
Cependant, l'équilibre naturel entre vie et mort doit être respecté : si le revenant est encore en vie passée une minute, un autre être doit mourir à sa place. La règle étant que la Mort reprend une vie équivalente à celle que Ned vient de récupérer : ainsi, un être humain pour un autre être humain, un écureuil pour un oiseau, une fraise pour une pêche...
Une conséquence de ce retour à la vie est que le revenant ne vieillit plus, ou du moins plus lentement que la normale.
Emerson Cod, un détective privé, s'est retrouvé par hasard témoin du don de Ned et ils sont depuis devenus partenaires : Ned ramène à la vie les personnes assassinées pour leur demander qui les a tuées, puis, avant qu'une minute ne se soit écoulée, Ned les replonge dans la mort. Une fois l'identité du criminel connue, Ned et Emerson peuvent empocher la récompense.
Un jour, une affaire d'Emerson concerne Charlotte « Chuck » Charles, le premier amour de Ned, qui a été assassinée. Après l'avoir ramenée à la vie, Ned ne peut se résoudre à la toucher à nouveau et la laisse demeurer en vie. Hélas, il se condamne par là même à aimer Charlotte à distance, une obligation bien difficile à supporter.

## Fiche technique

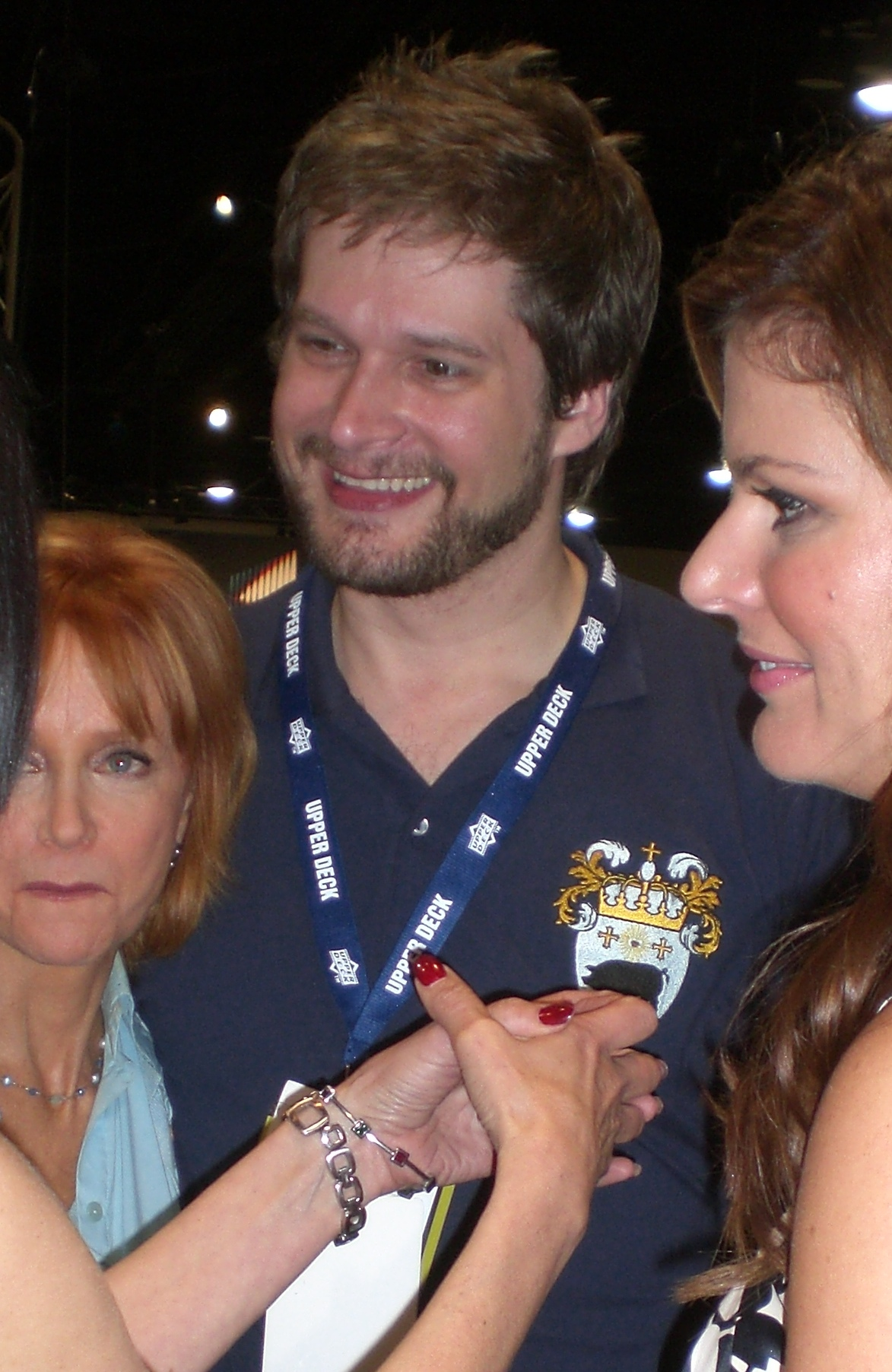
Le créateur et showrunner Bryan Fuller en 2008

- Titre original et français : Pushing Daisies
- Création : Bryan Fuller
- Musique : Jim Dooley
- Casting : Camille H. Patton
- Sociétés de distribution (télévision) : ABC
- Pays d'origine :  États-Unis
- Langue originale : anglais
- Format : couleur - 1,78:1 - son Dolby Digital
- Genre : Tragi-comique, Fantastique
- Durée : 43 minutes

## Distribution

### Acteurs principaux
- Lee Pace (VF : Damien Boisseau) : Ned
- Anna Friel (VF : Edwige Lemoine) : Charlotte Charles, dite « Chuck »
- Chi McBride (VF : Lionel Henry) : Emerson Cod
- Swoosie Kurtz (VF : Nathalie Homs) : Lily, une des deux tantes de Chuck. C'est une ancienne nageuse de natation synchronisée qui est agoraphobe. Elle a perdu l'usage de son œil droit.
- Ellen Greene (VF : Malvina Germain) : Vivian, une des deux tantes de Chuck. Comme sa sœur, elle est aussi une ancienne nageuse de natation synchronisée agoraphobe.
- Kristin Chenoweth (VF : Patricia Legrand) : Olive Snook, serveuse dans la pâtisserie de Ned. Elle a un faible pour ce dernier et supporte mal l'arrivée de Chuck.
- Jim Dale (VF : Patrick Poivey) : le narrateur

### Acteurs récurrents
- Field Cate (en) (VF : Olivier Rodier) : Ned enfant, âgé d'environ 10 ans.
- Sy Richardson (VF : Patrick Raynal) : le médecin légiste (saison 1)
- Christine Adams (VF : Annie Milon) : Simone Hundin (saison 1)
- Diana Scarwid (VF : Maaïke Jansen) : La mère supérieure (saison 2)
- David Arquette (VF : David Krüger) : Randy Mann (saison 2)
- Stephen Root (VF : Richard Leblond) : Dwight Dixon (saison 2)

- Version française
Société de doublage : Nice Fellow[4]
Direction artistique : Marie-Laure Beneston[4]
Adaptation des dialogues : Jean Fourcaut et Lara Saarbach [4]

Source VF : Doublage Séries Database

## Production

### Historique
Le casting principal a débuté en février 2007, dans cet ordre : Lee Pace, Chi McBride, Anna Friel et Kristin Chenoweth, et Swoosie Kurtz.
La série a reçu le feu vert de la chaîne ABC qui lui a commandé treize épisodes le 11 mai 2007, puis toute une saison le 23 octobre 2007. Cependant, seuls les scripts des neuf premiers épisodes étaient achevés lorsque la grève de la Writers Guild of America de 2007 a commencé. Selon certaines sources, Bryan Fuller aurait effectué des changements de dernière minute dans le neuvième épisode afin que celui-ci puisse servir de finale à la saison. Seuls neuf épisodes sur les vingt-deux prévus seront réalisés.
Plutôt que de continuer la première saison, les scénaristes prévoyaient de reprendre avec la production d’une seconde saison, de mars à juin 2008. Quand l'audience de la série a commencé à décliner, ABC a préféré ne pas commander, pour la seconde saison, d’autres épisodes que les treize initialement prévus. Le 20 novembre 2008, le créateur Bryan Fuller a confirmé que la série a été arrêtée. Pour donner une fin correcte à sa série, Bryan Fuller a pris contact avec DC Comics pour terminer la série sous forme de comic. Il annonce également avoir une idée pour adapter la série sous forme de film.
La diffusion aux États-Unis a été interrompue le 17 décembre 2008, alors qu'il restait trois épisodes non diffusés. Ces derniers seront diffusés au printemps 2009, dans un premier temps en Angleterre sur ITV1, puis sur ABC un mois plus tard.
Le réalisateur de la série, Bryan Fuller, voulait à la base faire de Pushing Daisies une série dérivée de la série Dead Like Me.

### Aspect visuel
Le caméraman Micheal Weaver a déclaré dans Variety que les producteurs et lui avaient décidé que les effets visuels devraient faire ressentir « une atmosphère située entre Amélie Poulain et un film de Tim Burton – quelque chose de grand, clair et plus grand que la vie ».
On retrouve des caractéristiques du livre de contes dans l’esthétique de la série : des figures circulaires, une certaine symétrie et des imprimés présents en grand nombre – sur les murs, les meubles et même les habits qui ont souvent des couleurs vives et éclatantes.
La série utilise de nombreux décors mats, des images de synthèse et des techniques comme l’incrustation,.
Les automobiles que l’on aperçoit dans la série sont souvent des voitures d’époque en état neuf, bien que quelques voitures soient plus récentes. Emerson conduit une Lincoln Continental neuve qui date du milieu des années 60, et Ned une Mercedes-Benz W108. D’autres personnages conduisent des véhicules vieux de plusieurs décennies, et l’on peut voir dans plusieurs scènes des tramways à l’ancienne.

### Musique
La musique originale de la série est composée et arrangée par James Dooley. Les six premières minutes de l’épisode-pilote de la série Mise en bouche ont été composées par Blake Neely. Kristin Chenoweth et Ellen Greene ont toutes les deux de l’expérience dans le milieu des comédies musicales et jouent des scènes musicales dans quelques épisodes.

## Épisodes

### Première saison (2007)
1. Mise en bouche (Pie-lette)
2. Faux-semblant (Dummy)
3. Croque la mort (The Fun in Funeral)
4. Pigeonnade (Pigeon)
5. Remise en selle (Girth)
6. Chiennes de garde (Bitches)
7. L'Odeur du succès (Smell of Success)
8. Douces amertumes (Bitter Sweets)
9. Les Bonshommes de neige (Corpsicle)

### Deuxième saison (2008)
Elle a été diffusée à partir du 1er octobre 2007.
1. Miel ! (Bzzzzzzzzz!)
2. Quel cirque ! (Circus, Circus)
3. Des sœurs et des truffes (Bad Habits)
4. Amitié singulière (Frescorts)
5. Poker mangeur (Dim Sum Lose Some)
6. Tour de passe-passe (Oh Oh Oh… It's Magic)
7. Gredin des bois (Robbing Hood)
8. Concours de chefs (Comfort Food)
9. La Légende de Merle McQuoddy (The Legend of Merle McQuoddy)
10. Coup de froid (The Norwegians)
11. Meurtres à l'étalage (Window Dressed to Kill)
12. Eau trouble (Water & Power)
13. Le Grand Splash (Kerplunk)

## Commentaires
La série est par certains aspects (la narration du début et l'ambiance) proche de Dead Like Me, série dont Bryan Fuller est, à l'instar de celle-ci, le créateur.
Le titre de la série vient de l'expression anglaise « to push up daisies » qui se traduirait en français par « manger les pissenlits par la racine ».
Lee Pace, qui interprète le personnage principal, a joué dans la série Wonderfalls dont Bryan Fuller est le cocréateur.
Le pilote de la série a été réalisé par Barry Sonnenfeld, qui est également un des producteurs. Cet épisode a été diffusé illégalement sur Internet le 23 juillet 2007, soit un peu plus de deux mois avant sa première diffusion sur ABC.

## Distinctions

### Récompenses
- Family TV Awards 2007 : Meilleure nouvelle série
- Satellite Awards 2007 : Meilleure comédie
- DGA Awards 2008 : Meilleure réalisation à la télévision - série de comédie pour Barry Sonnenfeld, Gabriela Vasquez, Chris Soldo, Greg Hale, Renee Hill-Sweet
- Rencontres internationales de télévision de Reims 2008 : Meilleure série
- Emmy Awards 2008 : Meilleure réalisation pour une série comique pour Barry Sonnenfeld dans l'épisode Mise en bouche
- Emmy Awards 2009 : Meilleure actrice dans un second rôle dans une série comique pour Kristin Chenoweth

### Nominations
- Satellite Awards 2007 : Meilleure actrice dans une série, comédie ou comédie musicale télévisée pour Anna Friel
- Satellite Awards 2007 : Meilleur acteur dans une série, comédie ou comédie musicale télévisée pour Lee Pace
- Young Artist Awards 2008 : Meilleure performance dans une série télévisée (acteur de 10 ans ou moins) pour Field Cate
- People Choice Awards 2008 : Meilleure nouvelle comédie
- Golden Globe Awards 2008 : Meilleure série, comédie ou comédie musicale à la télévision
- Golden Globe Awards 2008 : Meilleur acteur dans une série, comédie ou comédie musicale à la télévision pour Lee Pace
- Golden Globe Awards 2008 : Meilleure actrice dans une série, comédie ou comédie musicale à la télévision pour Anna Friel
- ASC Awards 2008 : Meilleure réalisation cinématographique dans un téléfilm, une télésuite ou un pilote de série pour l'épisode Mise en bouche
- WGA Awards 2008 : Meilleure nouvelle série
- WGA Awards 2008 : Meilleur épisode pour l'épisode Mise en bouche
- Emmy Awards 2008 : Meilleure réalisation artistique pour une série en caméra unique
- Emmy Awards 2008 : Meilleure distribution pour une série comique
- Emmy Awards 2008 : Meilleurs costumes pour une série télévisée pour l'épisode Mise en bouche
- Emmy Awards 2008 : Meilleure coiffure pour une série en caméra unique pour l'épisode L'Odeur du succès
- Emmy Awards 2008 : Meilleur acteur principal dans une série comique pour Lee Pace
- Emmy Awards 2008 : Meilleur maquillage (non prosthétique) pour une série en caméra unique pour l'épisode L'Odeur du succès
- Emmy Awards 2008 : Meilleure composition musicale pour une série (enregistrement dramatique original) pour l'épisode Pigeonnade
- Emmy Awards 2008 : Meilleure édition d'image pour une série comique pour l'épisode Mise en bouche
- Emmy Awards 2008 : Meilleure actrice secondaire dans une série comique pour Kristin Chenoweth
- Emmy Awards 2008 : Meilleur scénario d'une série comique pour l'épisode Mise en bouche

### DVD / BLU RAY
- Intégrale saison 1 sortie chez Warner Home Vidéo France le 11 février 2009 en coffret 3 DVD. L'audio est en Français, Anglais et Espagnol. Sous-titres présents : Français, Anglais, Espagnol, Danois, Néerlandais, Finnois, Hébreu, Norvégien, Polonais, Portugais, Suédois, Turc. Le ratio image est 1.85.1 16/9 compatible 4/3. Le troisième DVD contient un making of. (ASIN B001LNKF1E). La version BLU-RAY est identique à la version DVD au format haute définition.

- Intégrale saison 2 sortie chez Warner Home Vidéo Benelux en coffret 4 DVD. L'audio est en Français, Anglais et Néerlandais. Sous-titres présents : Français et Anglais. Le quatrième DVD contient de nombreux suppléments sur les coulisses de la série et la création des effets visuels. (ASIN B004PVHQW0). La version BLU-RAY est disponible aussi mais en Import américain disposant de la version française au format haute définition et lisible sur les lecteurs BLU-RAY européens.